# Taubenturm Château des Charreaux

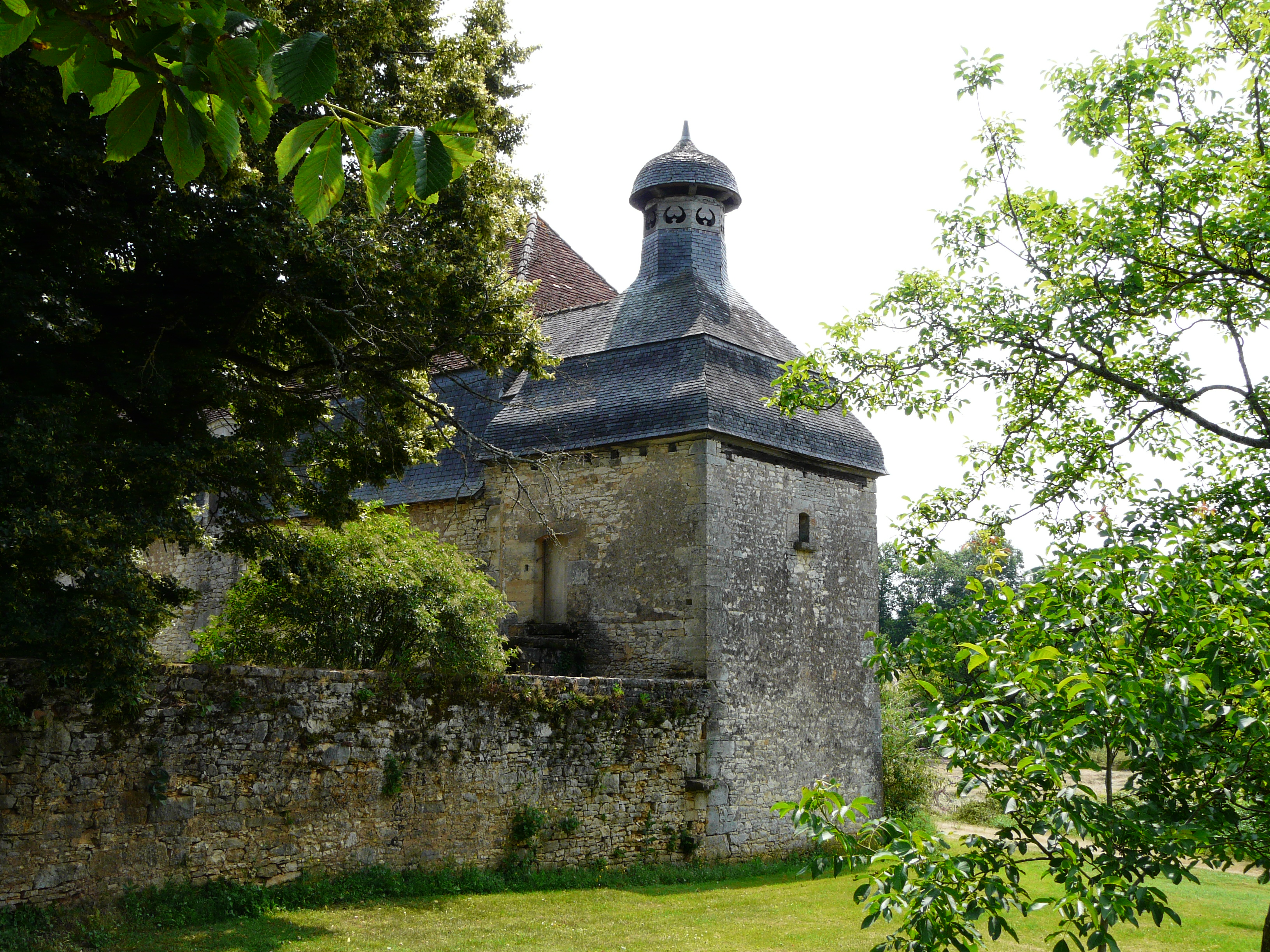
Taubenturm in Hautefort

Der Taubenturm (französisch colombier oder pigeonnier) des Château des Charreaux in Hautefort, einer französischen Gemeinde im Département Dordogne in der Region Nouvelle-Aquitaine, wurde im 17./18. Jahrhundert errichtet. Der Taubenturm steht seit 1979 als Teil des Schlosses als Monument historique auf der Liste der Baudenkmäler in Frankreich.
Der rechteckige Turm aus Bruchsteinmauerwerk mit Eckquaderung wird von einem geschindelten Dach gedeckt, über dem sich eine Laterne erhebt.